# کانال آب

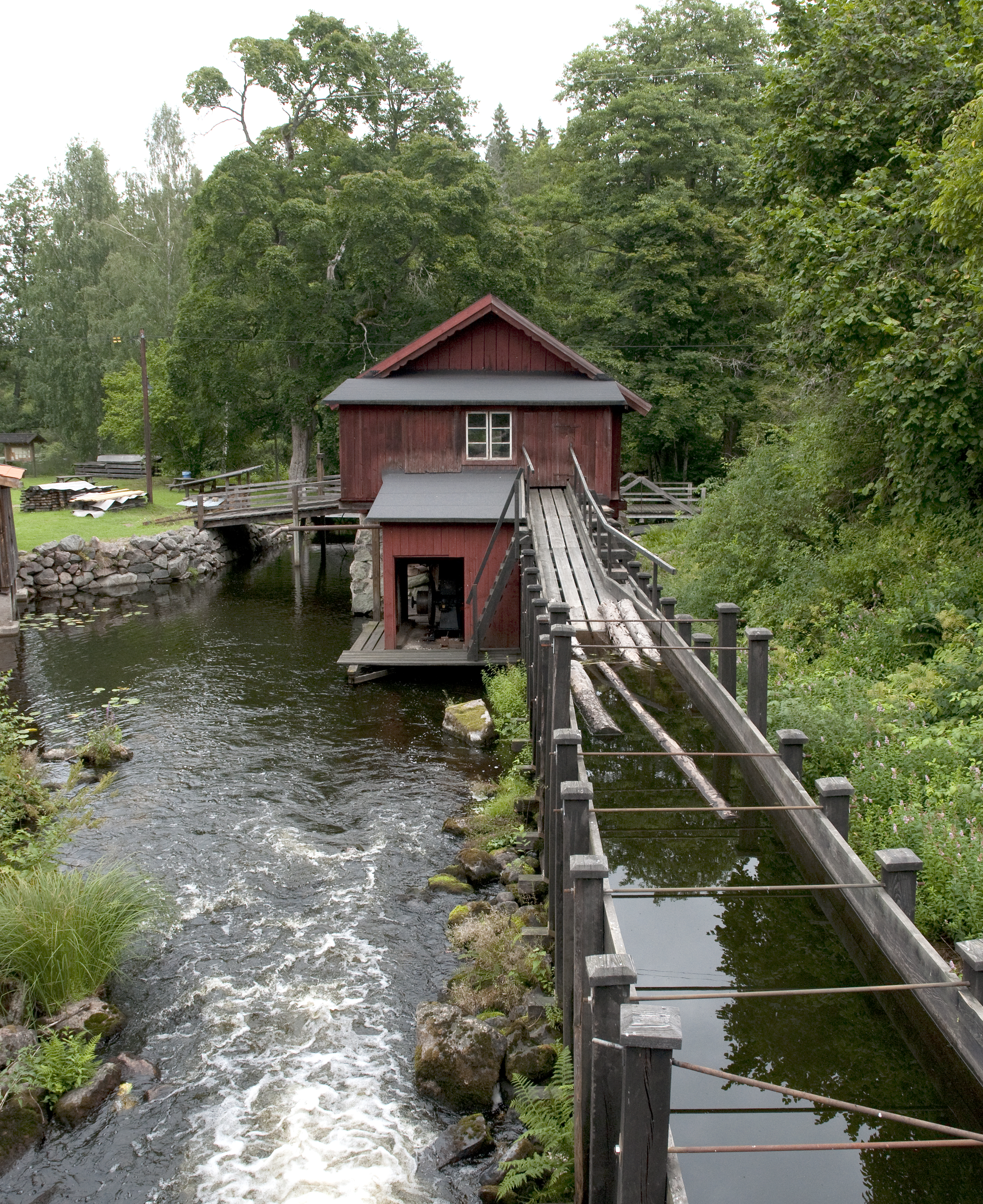
کانال آب الوار در سوئد، آگوست ۲۰۱۰

کانال آب (به انگلیسی: Flume) یک کانال ساخته‌شده توسط انسان برای آب است که به شکل یک کانال گرانشی باز کاهش یافته‌است که دیواره‌های آن برخلاف یک ترانشه یا خندق بر فراز زمین‌های پیرامون بلند شده‌است. کانال‌های آب را نباید با آباره‌هایی که برای انتقال آب ساخته شده‌اند اشتباه گرفت، نه اینکه مواد را با استفاده از آب روان مانند کانال آب حمل کنند. کانال‌های آب آب از یک سد انحرافی یا سرریز به محل جمع‌آوری مواد مورد نظر هدایت می‌کند. کانال‌های آب معمولاً از چوب، فلز یا بتن ساخته می‌شوند.

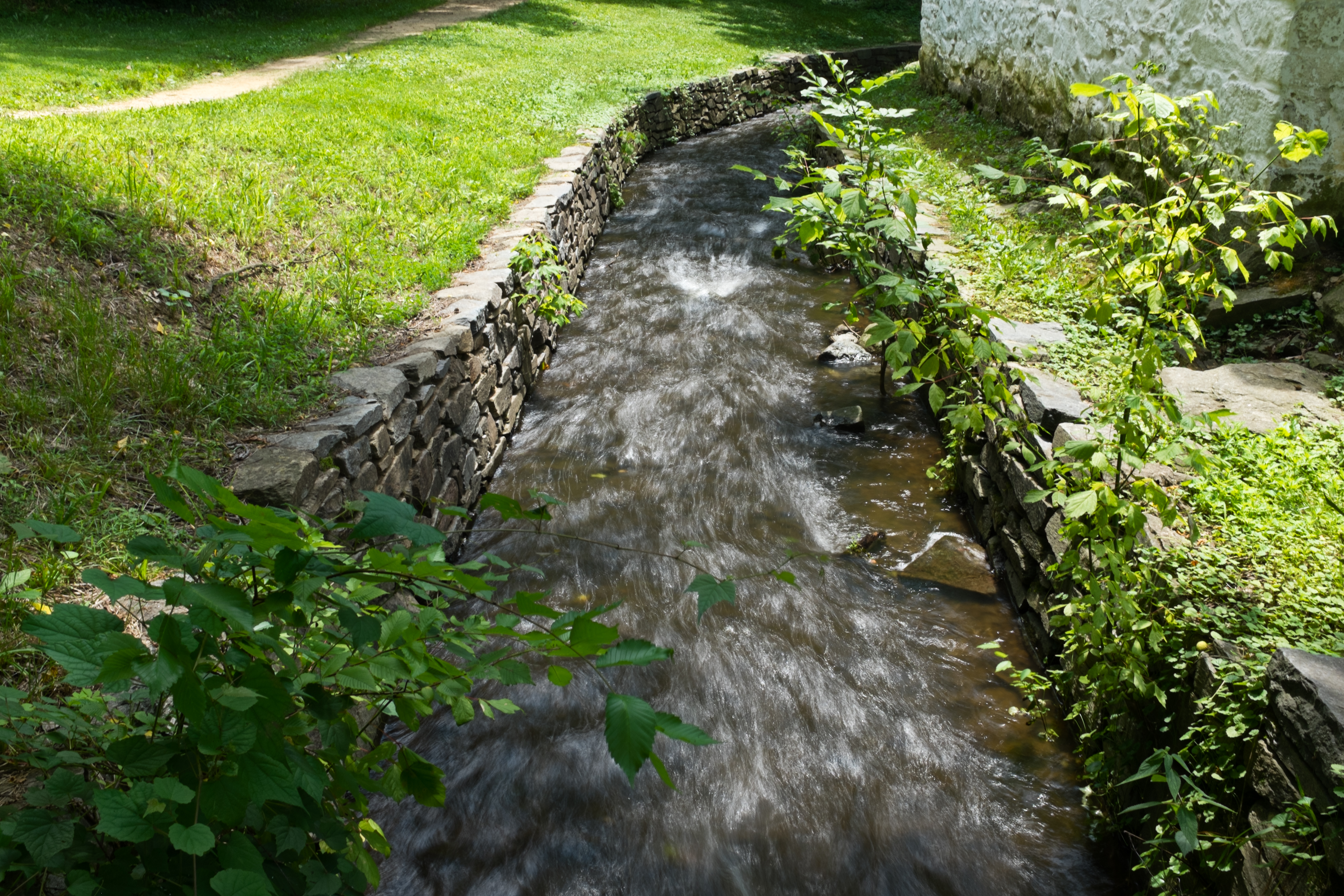
کانال آب کنارگذر در کانال چساپیک و اوهایو